# Борисовка (Воскресенский район)
Борисовка — опустевшая деревня в составе Богородского сельсовета в Воскресенском районе Нижегородской области.

## География
Находится в левобережье Ветлуги на расстоянии примерно 8 километров по прямой на юг от районного центра поселка  Воскресенское.

## История
Деревня известна с 1859 года, когда она входила в Макарьевский уезд Нижегородской губернии, и в ней тогда было отмечено 14 дворов и 114 жителей. Последний владелец А.И.Дельвиг. В 1911 году учтено 30 дворов, в 1925 году 150 жителей.

## Население
Постоянное население составляло 6 человек (русские 83%) в 2002 году, 0 в 2010 году .